# Trypetini
Tribu
Trypetini est une tribu d'insectes diptères de la famille des Tephritidae. Les Tephritidae sont des insectes de type mouche des fruits.

## Liste desgenres
- Acidia Robineau-Desvoidy, 1830
- Anomoia Walker, 1835
- Chetostoma Rondani, 1856
- Cornutrypeta Han, Wang & Kim, 1993
- Cryptaciura Hendel, 1827
- Euleia Walker, 1835
- Myoleja Rondani, 1856
- Philophylla Rondani, 1870
- Rhagoletis Loew, 1862
- Trypeta Meigen, 1803